# У країні хмар
«У країні хмар» (груз. «ზვავთა მხარეში») — грузинський радянський чорно-білий художній фільм 1932 року кінорежисера Сіко Долідзе.

## Сюжет
Перші кроки грузинських майстрів до зображення життя народу були складні й важкі, зустрічали запеклий опір ворогів. Під портретом одного з виконавців цього фільму написано: «Убитий за участь у кіноекспедиції».

## Актори
- А. Безірганішвілі — Бекірі
- А. Майсурадзе — Гоготурі
- О. Кеджерадзе — мати Гоготурі
- Заалі Теришвілі — Датвіа
- Ілля Мампорія — Дастурі